# Maybe You’re the Problem
Maybe You’re the Problem (englisch für „Vielleicht bist du das Problem“) ist ein Lied der US-amerikanischen Popsängerin Ava Max. Der Song wurde über Atlantic Records als Leadsingle ihres zweiten Studioalbums Diamonds & Dancefloors veröffentlicht.

## Hintergrund und Artwork
Das Lied wurde von der Interpretin Ava Max, von Sean Douglas und von Marcus Lomax, sowie von den Produzenten Abraham Dertner, Jonas Jeberg und Henry Walter (Cirkut) geschrieben.
Auf dem ursprünglichen Cover-Artwork sah man den Oberkörper der Sängerin, die einen knappen Bikini trägt. Unter ihrem Bauch steht der Titel des Songs. Dieses Cover wurde aber Ende 2022 nach der Veröffentlichung ihrer Single Dancing′s Done durch das Albumcover ersetzt.

## Musikvideo
Das Musikvideo zu Maybe You’re The Problem erschien am Veröffentlichungstag der Single. Im Musikvideo sieht man zuerst Max wie sie neben ihrem Exfreund im Schnee liegt. Es werden der Name der Sängerin und der Titel des Songs eingeblendet. Man sieht manchmal auch die Sängerin und andere Personen auf einem Sofa oder im Schnee Ski fahren. In einigen Szenen verwandeln sich Max und der Exfreund in eine Computerspielfigur und durch Schminke werden sie wieder zum Menschen. Kurz vor dem Ende schlägt die Sängerin den Kopf des Exfreundes. Der Kopf löst sich in Konfetti auf. Das Musikvideo zählt bis heute mehr als 30 Millionen Aufrufe.

## Kommerzieller Erfolg

### Charts und Chartplatzierungen
In den deutschen Singlecharts erreichte das Lied Platz 65, in Österreich Platz 75 und im Vereinigten Königreich Platz 83. In den deutschen Airplaycharts erreichte die Single für vier Wochen die Spitzenposition.
| ChartsChartplatzierungen     | Höchstplatzierung | Wochen |
| ---------------------------- | ----------------- | ------ |
| Deutschland (GfK)            | 65 (14 Wo.)       | 14     |
| Österreich (Ö3)              | 75 (1 Wo.)        | 1      |
| Vereinigtes Königreich (OCC) | 83 (7 Wo.)        | 7      |

### Auszeichnungen für Musikverkäufe
| Land/Region          | Auszeichnungen für Musikverkäufe (Land/Region, Auszeichnung, Verkäufe) | Verkäufe |
| -------------------- | ---------------------------------------------------------------------- | -------- |
| Polen (ZPAV)         | Gold                                                                   | 25.000   |
| Spanien (Promusicae) | Gold                                                                   | 30.000   |
| Insgesamt            | 2× Gold ·                                                              | 55.000   |

Hauptartikel: Ava Max/Auszeichnungen für Musikverkäufe